# Kingston
För andra betydelser, se Kingston (olika betydelser).

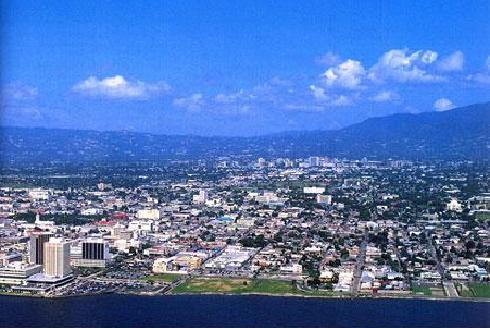
Vy över Kingston från havet sett. De centrala, och i väster ofta förslummade delarna är omgivna av berg eller kullar, där de välbeställda kingstonierna bor.

Kingston är huvudstad i Jamaica och ligger i en naturlig hamn i den sydöstra delen av landet. Staden, som grundades av britter 1693, hade 937 700 invånare inklusive förorter 2009. Mellan 25 och 30 % av Jamaicas befolkning är bosatt i Kingston-området. Själva kommunen Kingston hade 104 000 invånare.
Kingston har, i likhet med många större städer i Latinamerika och Karibien som varit föremål för decennier av stark inflyttning, en förslummad innerstad omgiven av mer välbeställda områden. Stadsdelen Trenchtown, där Bob Marley och många av landets ledande reggaeartister vuxit upp, är, eftersom den är besjungen, en av Kingstons mer kända delar. Trenchtown är en liten stadsdel med mindre än 30 000 invånare som är en del av det förslummade Western Kingston.
Från hamnen och nästan hela vägen upp till Halfway Tree ligger ett av världens tuffaste ghetton, indelat i Jones Town, Trench Town, Denham Town, Passmore Town, Franklyn Town, m.fl. Alla som inte bor där uppmanas att hålla sig därifrån för sin egen säkerhets skull, och den som är uppvuxen där men börjat få goda inkomster, som till exempel reggaeartister, har upptäckt att de gör bäst i att flytta så fort de bara kan. Det är många reggaestjärnor som rånmördats i eller intill sina hem därför att de valt att bo kvar i närheten av slummen, säkra på att vara omgivna av "vänner" och "beskyddare".
I Bob Marleys tidigare hem i Trenchtown finns numera ett museum, som är stadens mest besökta plats.

## Historia
Kingston grundades 1693 av överlevare från en jordbävning som förstörde mycket av den tidigare huvudsakliga hamnstaden Port Royal. Överlevarna bodde till att börja med i tält, och staden började inte växa förrän Port Royal ytterligare förstördes i en brand 1703. Lantmätaren John Goffe ritade upp en plan för hur staden skulle se ut, baserat på ett rutnät. 1716 hade den blivit Jamaicas största stad och dess kommersiella centrum. Stadens första skola, Lingskolan, grundades 1736, och Operahuset har funnits sedan 1774. Som kommersiellt och modecentrum växte Kingston fort om den officiella huvudstaden Spanish Town, och fortsatte växa trots en förödande orkan 1784, en stor brand 1843, en koleraepidemi 1850 och ytterligare en brand 1862.
1755 bestämde sig guvernören för att flytta regeringsbyggnaderna från Spanish Town till Kingston, dock slog nästa guvernör ner förslaget eftersom han trodde att Kingston var för omoralisk för att vara huvudstad. 1780 hade befolkningen i Kingston uppnått 11 000, och handelsmännen började argumentera för att återigen flytta huvudstaden till Kingston. Denna kampanj skulle vara i ett århundrade, medan Kingston fortsatte växa som en viktig handelshamn under Napoleonkrigen. Staden blev till slut Jamaicas administrativa huvudstad 1872. Den behöll sin status då ön blev självständig 1962.
Den 14 januari 1907 förstördes ungefär 75% av byggnaderna i staden av en jordbävning. Bränder bröt ut och spreds fort, och totalt ungefär 800 dog i jordbävningen. Då staden återuppbyggdes användes starkare betong, och byggnadshöjden begränsades till 60 fot. För sin tid var dessa byggnadsplaner revolutionerande.
På 1960-talet expanderade den kommersiella aktiviteten norrut, och den gamla racingbanan Knutsford blev New Kingston. Flera shoppingcentrum byggdes också, vilket minskade kommersen i centrala Kingston. Från 1980-talet och framåt har vägsystemet i huvudstadsområdet förbättrats gradvis.

### Half Way Tree

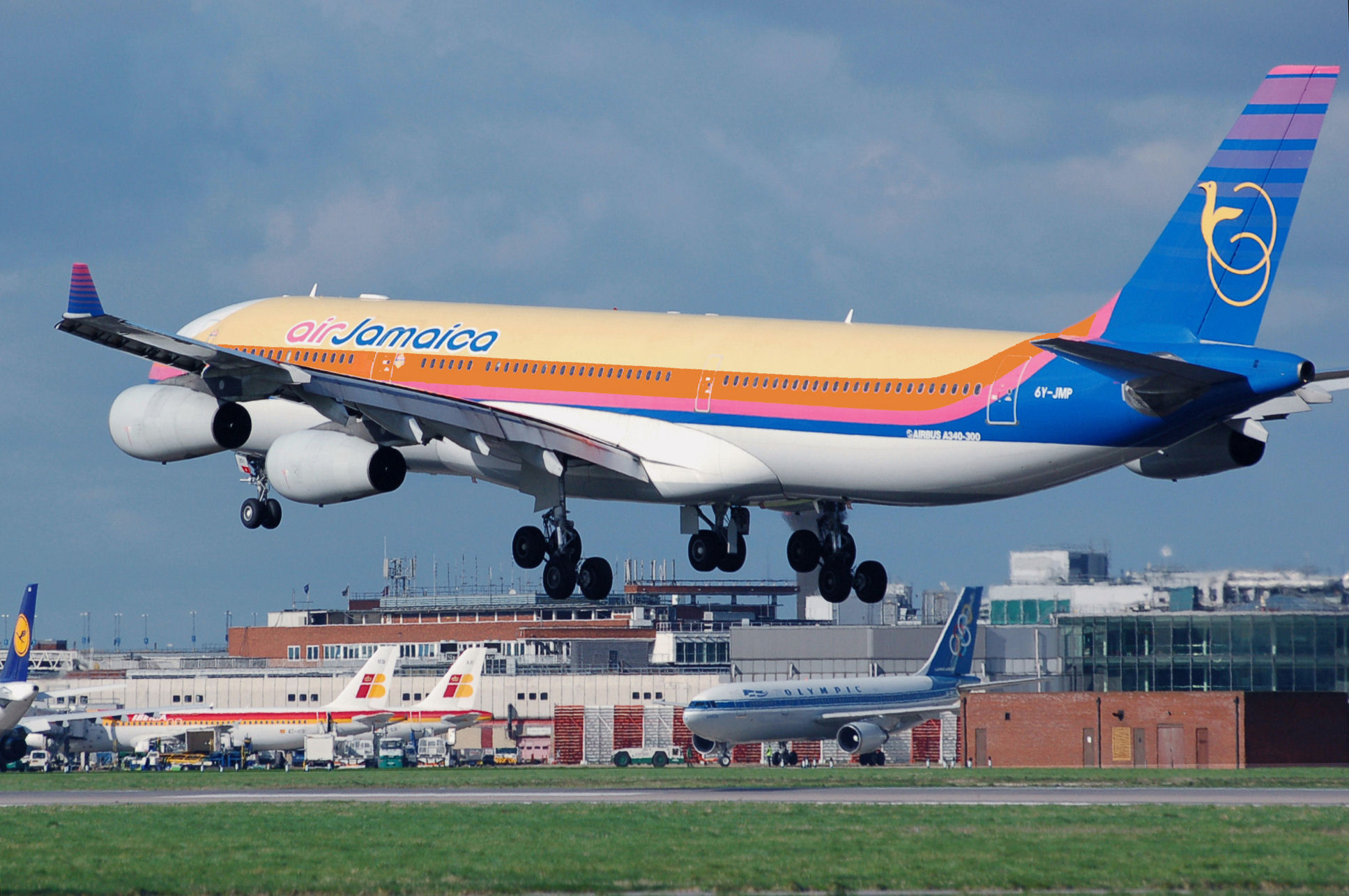
Kingstons flygplats ligger på en smal och lång landtunga som sträcker ut sig i havet söder om staden. Landets flygbolag heter Air Jamaica.

En trafikdelare i många bemärkelser och även ett omsjunget objekt är Half Way Tree. Det är ursprungligen ett mindre klocktorn beläget på gränsen mellan shoppinggatornas, bankernas och företagskontorens New Kingston och Western Kingstons tusentals slumbostäder av brädlappar, plywoodskivor och korrugerad plåt. Eftersom ringlederna runt Kingston och mellan viktiga arbetsplatser har lagts så att de rika kan leva ett helt liv i huvudstaden utan att se slummen, har Half Way Tree blivit en plats där fattiga och välbeställda ungdomar brukar mötas av nyfikenhet på varandra. De rika må vara rika, men det är de fattiga som genom sin kultur satt Jamaica på kartan – den eller de man söker kan finnas på andra sidan. Alla är kingstonbor, men det finns betydande kulturskillnader, men som alltid är unga människor mer gränsöverskridande.
Kanske fanns det ett träd där en gång i tiden som hade en speciell betydelse. Nu står klocktornet där i trädets ställe, som ett slags trafikdelare i en rondell. På ena sidan ligger gatan Hope Road, där bland andra Bob Marley bodde efter sitt giftermål med Rita Anderson 1966. Hope Road leder till allt mer förslummade områden. På andra sidan finns gatan Three Mile, som leder "uptown" till medelklassens kvarter. Det finns en bild på Damian Marley där han står intill klocktornet och håller upp sitt reggaealbum Half Way Tree (Halfway Tree (musikalbum)). Anledningen till Damians val av namn på sitt album är att Damians far, Bob Marley, kom från en av Kingstons fattigaste delar och att hans mor, Cindy Breakespeare, kom från en rik stadsdel.
Numera kan man kanske kalla Half Way Tree för en stadsdel också. Där finns Half Way Tree Transport Centre, Mandela Park, Half Way Tree Mall (mellan gatorna Clock Tower Plaza Road och Hope Road), York Pharmacy, York Plaza, Half Way Tree Post Office,

## Demografi
I Jamaica som helhet är 77 procent av befolkningen av uteslutande afrikanskt ursprung och drygt 15 procent av euro-afrikanskt ursprung och 3,5 procent sägs ha afro-indianska eller afro-euro-indianska rötter (trots att samtliga arawak-indianer ska ha utplånats inom endast 20 år efter att Columbus och spanjorerna landsteg på ön 1494 p.g.a. hårt slavarbete på snabbt anlagda sockerplantager i kombination med de sjukdomar som svin och nötkreatur förde med sig och de första svarta slavarna från Västafrika anlände 1513). Andelen minoriteter är något större i huvudstaden. De största etniska gruppen i Kingston är givetvis även här svarta afrikaner (70 %) och mulatter (16 %). De största grupperna utan afrikanskt ursprung i Greater Kingston är: latinamerikaner (inklusive västindier, de flesta från Kuba) av varierat etniskt ursprung (4 %), indier (3 %) östasiater, främst kineser (3 %),  Det finns också ett antal av europeiskt ursprung i staden (2,5 %), främst från Storbritannien. Araber från Främre orienten – kristna libaneser och kristna syrianer utgör knappt 1 %. Det finns även ett mindre antal judar i Kingston.

## Religion
Det finns många olika kristna kyrkor i staden. De flesta är protestanteiska, ett arv från den brittiska koloniseringen av ön. Andelen protestanter är ungefär 60 procent, medan cirka 5 procent är katoliker. I eller jämsides med den kristna tron finns inslag av gamla afrikanska föreställningar eller särtolkningar av kristna trossatser och riter, som till exempel hur man ska handskas med de döda. Kroppen dör, själen stiger upp till himlen, men den dödes ande, eller resterande livskraft, stannar, och det krävs särskilda åtgärder för att anden inte ska bli duppy, dvs som ett spöke och försöka återvända till bostaden för att stanna där. I bästa fall för att förvirrat försöka fortsätta sitt avslutade liv, i sämsta fall (och detta är en äldre, ursprunglig uppfattning) för att hämnas på fiender men även om möjligt skada eller ta makten över de efterlevande. Detta är särskilt riskabelt mellan den tredje och nionde dagen efter döden.
"Duppy Conqueror"
Det är omöjligt att förstå Bob Marley & The Wailers låt "Duppy Counqueror" utan att känna till denna tro på vålnader. Bob beklagade sig vid något tillfälle över att han plagierades så ofta att han kände sig som jagad av spöken. "Då får vi vända på det" lär antingen Lee "Scratch" Perry eller Bunny Wailer ha sagt"; "Vi får jaga dem, vi får bli duppy conquerors". Bob Marley återkommer till temat i låten Mr Brown, och ett stort antal andra jamaicanska artister har spelat in låtar som förhåller sig till "duppies", och Ernie Smiths "Duppy Gun-Man" är en klassiker från 1974.

Randy's skivaffär i centrala Kingston.

Den etiopisk-ortodoxa kyrkan, som under 1970-talet etablerade sig på ön för att motverka rastafarianernas syn på den etiopiske kejsaren Haile Selassie som Gud, har vuxit till närmare 5 procent. Den andel som i någon form bekänner sig till islam utgör också 5 procent av Kingstons befolkning, andelen buddhister och judar är i båda fallen mindre än 2 procent. Det finns en judisk synagoga i Kingston. Landet har ett Nationellt andligt råd för bahá'í-troende och Kingston ett Lokalt andligt råd. Andelen ateister/agnostiker brukar anges till mellan 10 och 15 procent. Resten, omkring 10 procent (5-15 %), bekänner sig till någon av de rastafarianska skolorna. Siffrorna varierar eftersom utflyttningen från och inflyttningen till staden är särskilt stor bland rastafarianerna.

## Handel och kommers
Kingston är inte ett naturligt utflyktsmål för den största gruppen turister, medelklassamerikanerna, som mest håller sig på nordsidan av ön. Sedan Bob Marleys död har emellertid en ständigt ökad mängd "reggaeturister" anlänt, både unga som fängslats av musiken och allt runt omkring den, och något äldre som vill besöka alla de legendariska inspelningstudiorna och skivaffärerna i Kingston. Turister avråds ofta av reseföretagen från att besöka Kingston överhuvudtaget. Särskilt i de förslummade områdena från hamnen och norrut till Kingstons centrum är det mycket farligt att vistas, även om man har vänner där. Shopping och stadsliv kan turisterna uppleva i norra och östra Kingston, men öns turismmetropoler ligger på öns norra kust med Montego Bay i spetsen.
Östra och norra Kingston är också öns finansiella centrum. Där finns bankers och företags huvudkontor, juristfirmor, arkitektbyråer och liknande. Till följd av relativt stora minoriteter från Asien har Kingston gott av restauranger med asiatisk mat

## Kända invånare
- Sizzla Kalonji (1976-), reggaeartist.
- Bounty Killer (1973-) dancehallartist
- Marcus Garvey (1887-1940), jamaicansk filisof och människorättsaktivist, nationalhjälte. Garvey är en profet inom rastafarikulturen. Han bodde i London sista fem åren av sitt liv (1935-1940)
- Anthony Moses Davis (Beenie Man) (1972-), DJ. dancehallartist
- Buju Banton (1973-), reggaesångare.
- Bunny Wailer reggaesångare
- Eek-A-Mouse (1957-), reggaesångare.
- Usain Bolt (1986-), friidrottare med 3 OS-guld 2008 och 3 VM-guld 2009 på 100 m, 200 m och 4 x 100 m. Världsrekord (2009) på 100 och 200 m.
- Orville Richard Burrell (Shaggy) (1968-) reggaeartist.
- Frederic Hymen Cowen (1852-1935), brittisk kompositör.
- Desmond Dekker (1941-2006) sångare
- Sandy Denton (1969) - rappare i gruppen Salt-N-Pepa.
- Patrick Ewing (1962-) basketspelare i New York Knicks.
- Grace Jones (1948-), sångerska och skådespelerska, mest framgångsrik under 1980-talet.
- Herbert McKenley (1922 - 2007), friidrottare. Han vann guld för Jamaica på 4 x 400 m vid OS i Helsingfors 1952. Han är den ende som någonsin haft bästa tiden på 100 m, 200 m och 400 m under ett och samma år (1947).
- Robert Nesta "Bob" Marley (1945 - 1981) reggaesångare och -kompositör. Han var tredje världens första superstjärna.
- Alborosie (2006-), reggaeartist.
- Sean Paul (1973-) - dancehallartist
- Don Quarrie (1951 - ), friidrottare, guld på 200 m vid OS i Montréal 1976
- Courtney Walsh (1962-) världskänd cricketspelare.
- Willard White (1946-) operasångare.
- Arthur Wint (1920 - 1992), friidrottare. Han vann guld på 400 m vid OS i London 1948, guld på 4 x 400 m för Jamaica vid OS i Helsingfors 1952.

## Sport
Staden arrangerade Brittiska imperie- och samväldesspelen 1966.